# Gatúnsee
Der Gatúnsee (spanisch: Lago Gatún) ist ein künstlicher See in Panamá, der für den Bau des Panamakanals durch die Aufstauung des Río Chagres geschaffen wurde. Der Gatúnsee samt dem Gatún-Damm und dem Wasserkraftwerk unterstehen – ebenso wie das gesamte Einzugsgebiet des Río Chagres – der Verwaltung der Panamakanal-Behörde (Autoridad del Canal de Panamá [ACP]).

## Stausee
Der See befindet sich auf dem Gebiet der beiden panamaischen Provinzen Colón und Panamá. Der See ist zwischen 1907 und 1913 durch den Bau des Gatún-Dammes und die damit verbundene Aufstauung des Río Chagres entstanden und wurde damit zum weltweit größten künstlichen See der damaligen Zeit. Eine 29 km lange Teilstrecke des Panamakanals führt durch den Gatúnsee, in dem nur die Fahrrinnen etwas ausgebaggert werden mussten. Außerdem musste durch die Aufstauung des Gatúnsees auf 26 m über dem Meeresspiegel der Durchstich des Kanals durch die Berge nicht bis unter den Meeresspiegel ausgehoben werden. Die durch den Panamakanal fahrenden Schiffe erreichen ihn durch Schleusen.
Der Stausee hat eine Wasseroberfläche von 425 km² (in einer anderen Quelle 423 km²) und einen Speicherinhalt von 5,2 km³, woraus sich eine durchschnittliche Tiefe von 12,2 m errechnet. Der Stauseeinhalt entspricht ungefähr der Gesamtwassermenge, die in einem durchschnittlichen Jahr im Río Chagres abfließt. Mit dem Wasser aus dem Stausee werden die Schleusen betrieben; an den Schleusen braucht deshalb kein Wasser hochgepumpt zu werden. Der See liegt rund 26 Meter über dem Meeresspiegel und ist heute sehr fischreich. Unter den eingeschleppten Arten befinden sich Fische aus aller Welt.
Der Stausee überflutete nicht nur die Stadt Venta de Cruces, von der aus die von Alt-Panama über Land herantransportierten Waren mit dem Schiff auf dem Río Chagres zum Karibischen Meer gefahren wurden, sondern auch einen großen Teil der alten Eisenbahn von Panama nach Colón. Die Eisenbahn war aber für den Bau des Panamakanals unbedingt erforderlich und musste somit über weite Strecken neu gebaut werden. Durch den künstlichen See wurde außerdem eine ursprünglich dicht bewaldete Senke mit tropischem Regenwald geflutet; abseits der gekennzeichneten Kanalroute kann man noch heute Teile der gefluteten Vegetation erkennen. Nur die Bäume in der direkten Fahrrinne des Kanals wurden damals gefällt. Viele ehemalige Hügel in der Senke sind heute zu Inseln geworden. Die größte und bekannteste ist die Insel Barro Colorado, die eine große Forschungsstation beherbergt und Ziel für Ausflüge geworden ist.

## Gatún-Damm

### Erddamm
Der Gatún-Damm wurde zwischen 1907 und 1913 wenige Kilometer vor der Mündung des Río Chagres in das karibische Meer als Teil des Kanalprojekts gebaut. Er liegt unmittelbar südwestlich neben den Gatún-Schleusen an einer Stelle, an der die Berge dem Tal des Chagres eine Lücke von nur 2 km ließen, in deren Mitte ein natürlicher Felsen stand. Der zu beiden Seiten dieses Felsens aufgeschüttete Damm ist insgesamt 2300 m lang und 32 m hoch. An seiner Basis ist er 640 m breit, in der Höhe des Wasserspiegels 121 m und an seiner Krone, die 9 m über der Wasseroberfläche ist, noch 30 m breit. Er enthält 17 Millionen Kubikmeter Schüttmaterial. Der Staudamm besteht aus zwei Steinwällen mit einem Dichtungskern dazwischen. Dieser undurchlässige Kern besteht aus eingespültem weichem Lehm, der in der Nähe vorhanden war. Zum Schluss wurde die Wasserseite des Dammes mit großen Felsbrocken befestigt, um die Kraft der Wellen zu brechen.
Zur Zeit seiner Fertigstellung war er der größte Staudamm der Welt.

### Betondamm
Auf dem natürlichen Felsen in der Mitte der beiden Erddämme wurde ein Betondamm mit aufgesetzten Stahltoren zur Regulierung des Abflusses aus dem See und als Hochwasserentlastung gebaut. Er besteht aus einem halbkreisförmigen, an der oberen Kante 225 m langen Betondamm, auf dem zwischen mächtigen Pfeilern 14 meist geschlossene Stahltore stehen. Die Luftseite des Betondammes ist als eine Serie von Überlaufrinnen ausgebildet, so dass das herunterschießende Wasser im Zentrum des Halbkreises aus unterschiedlichen Richtungen aufeinandertrifft, dabei seine Energie im Tosbecken weitgehend abbaut und mit normaler Geschwindigkeit durch einen Betonkanal abfließt.
Über der oberen Kante des Betondammes, die knapp 5 m unter dem normalen Wasserspiegel liegt, sind 14 Tore angebracht, die sich an Betonpfeilern abstützen und je 14 m × 6 m groß sind. Die Tore können elektrisch angehoben und abgesenkt werden, um den Wasserstand zu steuern. Beim Wasserstand von 26,5 m über dem Meeresspiegel, dem geplanten Höchstwasserstand, kann die Hochwasserentlastung 4100 m³/s abführen, das ist mehr als der größte Abfluss im Chagres. Zusätzlich können durch die unterirdischen Wasserleitungen an den Schleusen 1400 m³/s ablaufen. In großen zeitlichen Abständen führt der Río Chagres trotzdem so viel Wasser, dass sowohl der Alajuelasee als auch der Gatúnsee ihren maximalen Füllstand erreichen. So musste der Schiffsverkehr auf dem Panamakanal vom 8. zum 9. Dezember 2010 für 17 Stunden unterbrochen werden – zum dritten Mal in der 96-jährigen Geschichte des Kanals.

### Wasserkraftwerk
Am Fuß des Staudamms, an der Ostseite des Ableitungskanals, steht ein Wasserkraftwerk, das mit drei Generatoren mit zusammen 6 MW genug Elektrizität erzeugt, um damit die Schleusen, die Hochwasserentlastungstore, die Beleuchtung und andere Einrichtungen am Kanal zu versorgen.

## Galerie

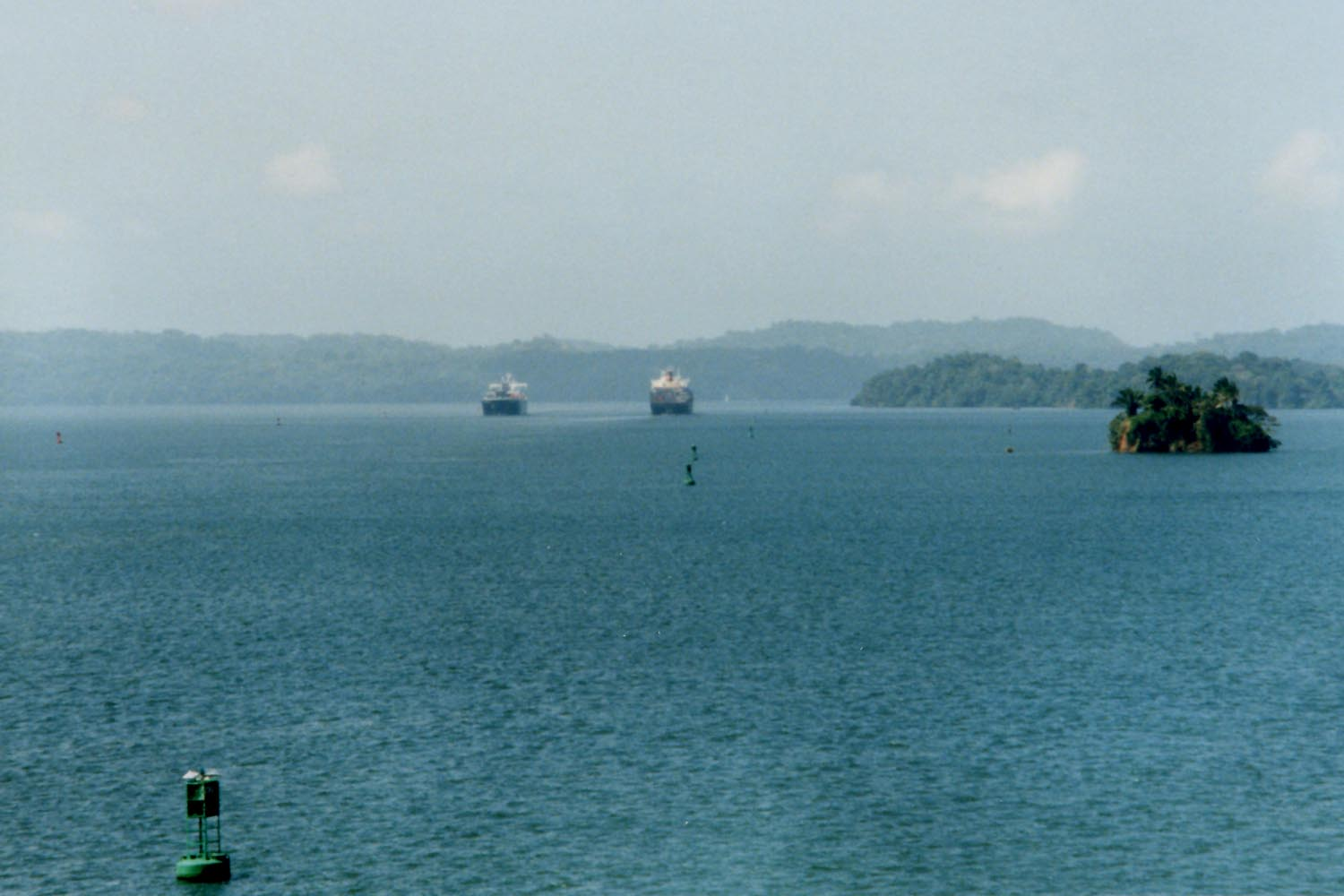
Gatúnsee
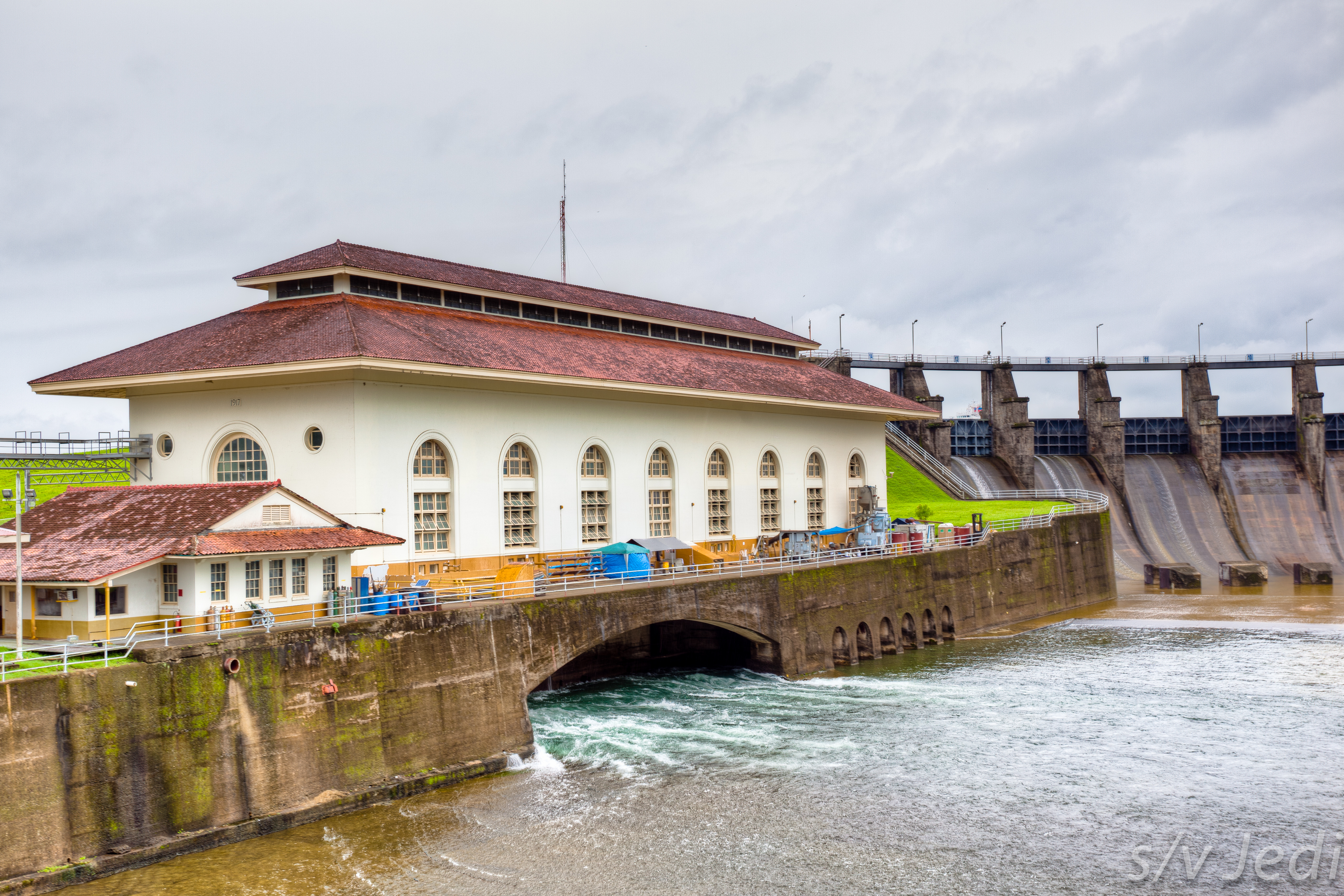
Kraftwerk am Gatún-Damm
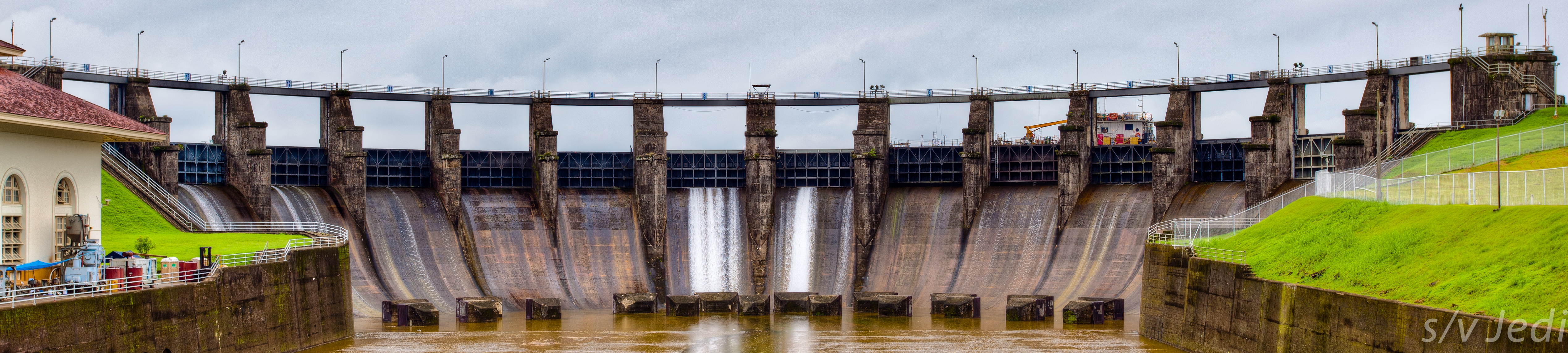
Gatún-Damm – Betondamm mit Hochwasserentlastung